# Lenna Sjööblom
Lenna Sjööblom, all'anagrafe Lena Söderberg e successivamente Forsén (31 marzo 1951), è un'ex modella svedese, playmate del mese di novembre 1972 della rivista Playboy.

## Carriera
Lena Söderberg apparve come Playmate nel novembre del 1972 in un numero di Playboy magazine, con il nome di "Lena Sjööblom". La fama della modella in campo scientifico fu dovuta al fatto che l'immagine del volto, tratta dal paginone centrale di Playboy, divenne un'immagine standard per il collaudo degli algoritmi di elaborazione digitale delle immagini; l'immagine è nota nel settore col nomignolo "Lenna" (o "Lena"). Il numero di Playboy del novembre 1972 contenente il servizio su Lenna fu il più venduto in assoluto (dato aggiornato al giugno del 2011), con 7.161.561 di copie.
L'utilizzo dell'immagine di Lena per lo studio della compressione dati di immagine produsse alcune controversie legali: il prelievo della foto dal Playboy Magazine fu ritenuto come una violazione del copyright, ma venne raggiunto un accordo che prevedeva l'uso della parte dell'immagine in cambio della citazione della fonte. Tale immagine è una delle più usate nei test di elaborazione delle immagini ed in generale una delle più diffuse nella storia dell'informatica, al punto che in anni recenti la modella è stata soprannoominata "First lady of the net", ovvero "La prima donna di internet". 
Dopo aver posato per Playboy si trasferì a Rochester, dove iniziò a lavorare come modella per la Kodak, apparendo in alcune delle sue campagne pubblicitarie e diversi cataloghi; fu tra le modelle Shirley  su cui venivano "tarate" le pellicole, per restituire colori realistici della pelle per tutte le varie etnie.
Lenna Sjööblom, vista la notorietà raggiunta nell'ambito scientifico grazie alla diffusione del suo ritratto, fu invitata alla 50ª Conferenza annuale del Society for Imaging Science and Technology (IS&T) nel maggio 1997, dove fu molto impegnata a firmare autografi, posare per fotografie e presentarsi ai fan scienziati.
“Sono molto orgogliosa di quella foto” ha poi dichiarato a Wired USA nel 2019, ma concludendo: “Mi sono ritirata dalle passerelle molto tempo fa. Ed è forse giunto il tempo che mi ritiri anche dal mondo tech. Iniziate a dimenticarmi”.

## Curiosità
- Il numero di Playboy del novembre 1972 appare anche nel film Il dormiglione di Woody Allen.[8]